# Izmael

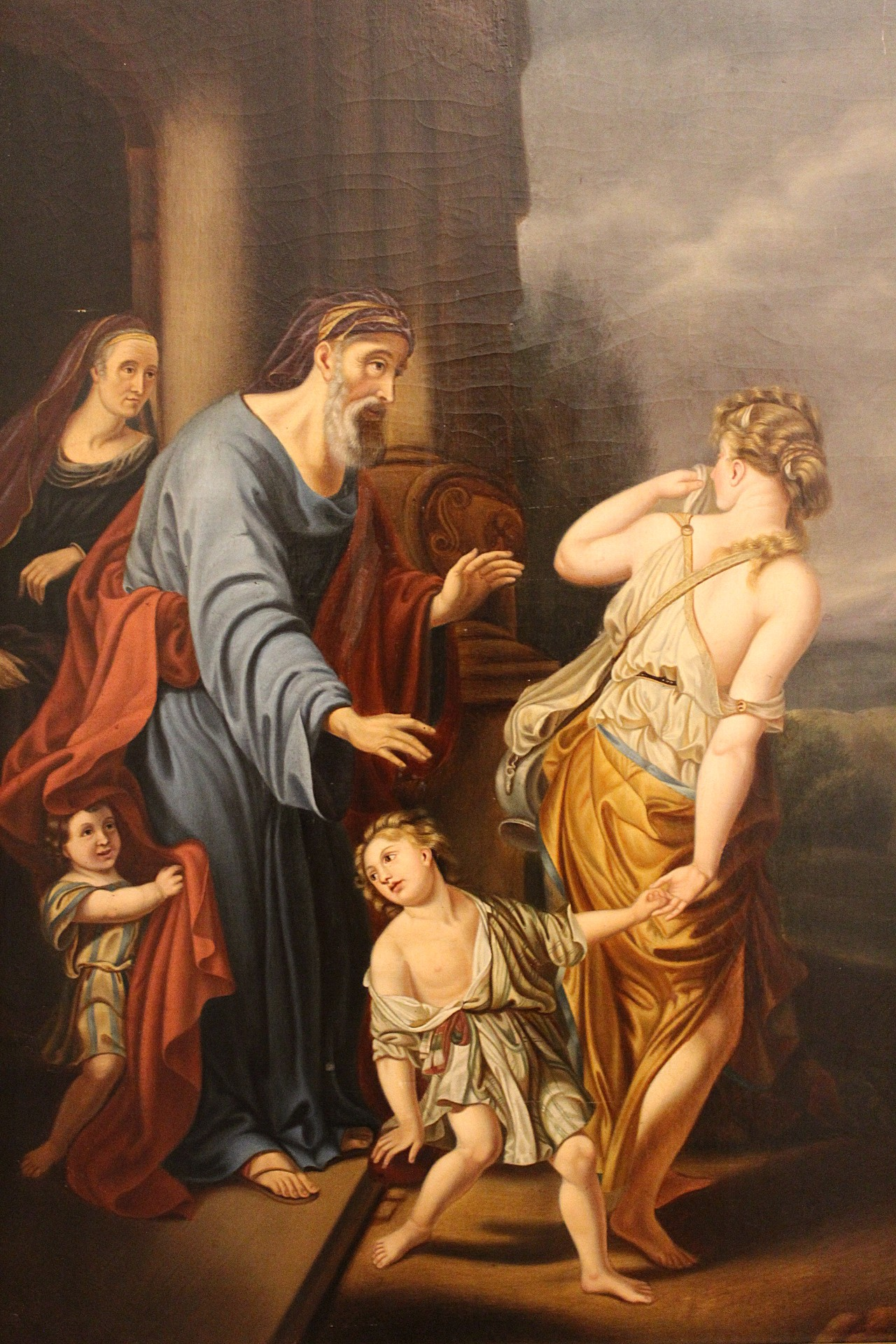
Abraham wypędza Hagar i Ismaela

Izmael, Ismael (hebr.: יִשְׁמָעֵאל, arab.: إسماعيل), Isma'il – najstarszy syn patriarchy Abrahama i niewolnicy jego żony Sary – Egipcjanki Hagar.
Występuje w Księdze Rodzaju Starego Testamentu. W Koranie jest przedstawiony jako pierwszy z proroków islamu i praojciec wszystkich Arabów.
W momencie narodzenia Izmaela Abraham miał 86 lat. Kilkanaście lat później, gdy Sara urodziła i odstawiła od piersi jego syna Izaaka, Abraham (otrzymawszy uprzednio zapewnienie od Boga, że nic im się nie stanie) wyprawił Izmaela wraz z jego matką Hagar na pustynię. Przez jakiś czas błąkali się po Pustyni Negew w okolicach Beer-Szeby. Później Izmael osiadł z matką na pustyni Paran. Hagar sprowadziła synowi żonę z Egiptu.
Izmael dożył 137 lat, i zgodnie z obietnicą był ojcem 12 synów, którzy dali początek ludowi Nabatejczyków i później Arabom.  Oto pobłogosławię mu, żeby był płodny, i dam mu niezmiernie liczne potomstwo; on będzie ojcem dwunastu książąt, narodem wielkim go uczynię (Księga Rodzaju 17:20).
Józef Flawiusz w dziele Dawne dzieje Izraela (ks. I rdz. 12, 4) wymienia imiona synów Izmaela: Nabajon, Kedar, Abdeel, Masam, Masmas, Idumas, Masmes, Chodam, Teman, Jetur, Nafais, Kadmas. Założyli oni plemiona o nazwach pochodzących od swych imion, jako cały lud nazwali się Arabami.